# 扎利茲尼奇內 (聶伯彼得羅夫斯克州)
扎利兹尼奇内（羅馬化：Zaliznychne），2016年前称布拉希尼夫卡（烏克蘭語：Брагинівка），是烏克蘭東部第聶伯羅彼得羅夫斯克州錫內利尼科韋區彼得羅巴甫利夫卡市鎮内的市級鎮。處於貝克河左岸，距離彼得罗巴甫利夫卡1.5公里，始建於1920年，海拔高度107米，2014年人口301。